# Benedictus Haquini Schekta
Benedictus Haquini Schekta, född 1625, död 22 maj 1693 i Östra Skrukeby socken, han var en svensk kyrkoherde i Östra Skrukeby församling. 

## Biografi
Benedictus Haquini Schekta föddes 1625. Han blev 20 oktober 1647 student vid Uppsala universitet och prästvigdes 1651. Schekta blev 1655 kyrkoherde i Östra Skrukeby församling. Han avled 22 maj 1693 i Östra Skrukeby socken.

### Familj
Schekta gifte sig första gången med en dotter till kyrkoherden Laurentius Olavi Hulthenius i Östra Skrukeby socken. Schekta gifte sig andra gången med Maria Gudmundsdotter (1661–1729). De fick tillsammans dottern Stina som gifte sig med landsgevaldigern Carl Gustaf Hising i Linköping. Efter Schektas död gifte Maria Gudmundsdotters om sig med kyrkoherden Isaac Hargelius i Östra Hargs socken.